# Askeran (Provinz)

Lage Askerans in der Republik Arzach, Gebietsstand 1994 bis 2020

Askeran (armenisch Ասկերան, russisch Аскеран) war eine Provinz der De-facto-unabhängigen Republik Arzach und entspricht weitgehend dem aserbaidschanischen Bezirk Xocalı. Aserbaidschan erkannte die Unabhängigkeit und die Verwaltungseinheit nicht an. Von 1994 bis 2020 gehörten zur Provinz Teile des aserbaidschanischen Bezirks Ağdam. Ebenfalls im Krieg um Bergkarabach 2020 wurden im Süden der Provinz einzelne Ortschaften Askerans von Aserbaidschan erobert. Mit einer Offensive 2023 hat Aserbaidschan die Kontrolle über Bergkarabach vollständig zurückgewonnen, womit die Provinz nicht mehr besteht.

## Geografie
Die Provinz hatte nach Angaben der Republik Arzach eine Fläche von 1.222 km². Sie lag im Zentrum des Landes und umgab die Hauptstadt Stepanakert im Norden, Osten und Süden. Hauptstadt war das gleichnamige Askeran, das zugleich die größte Gemeinde war. Im Norden grenzte die Provinz Martakert an, im Westen Kaschatagh, im Süden Schuschi und Hadrut und im Osten Martuni sowie der aserbaidschanische Bezirk Ağdam, von dem zeitweise ein Teil in Askeran eingegliedert war.
Das bergige Land liegt in der Mitte des Karabachgebirges. Der Fluss Chatschen bildete die nördliche Grenze der Provinz, während die Flüsse Badara und Karkar ihre Mitte durchfließen. Südöstlich von Stepanakert erstreckte sich die Verwaltungseinheit bis in das obere Tal des Kandalan.

## Geschichte

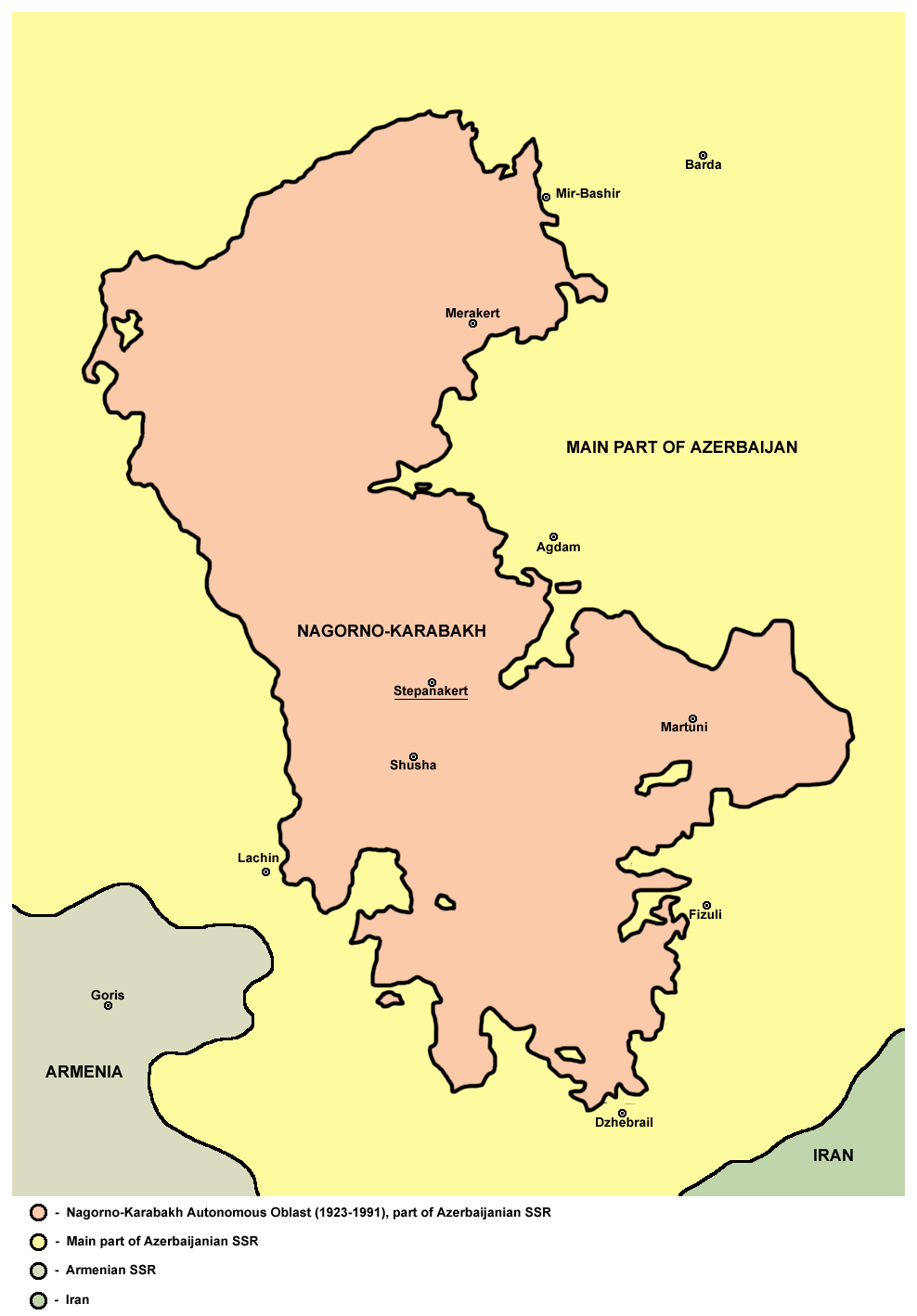
Die Verwaltungseinheit Xocalı, Vorgänger der heutigen Provinz, in blau in der Mitte der früheren Autonomen Oblast Bergkarabach

Das Gebiet im Zentrum der Region Bergkarabach war im Laufe seiner Geschichte Teil vieler armenischer Herrschaftsgebiete und stand seit dem 7. Jahrhundert häufig unter der Vorherrschaft islamischer Staaten. Schließlich war es Teil des Meliktums Chatschen, das im 18. Jahrhundert in das Khanat Karabach eingegliedert wurde. Das Khanat wurde im 19. Jahrhundert Teil des Russischen Reiches und in diesem aufgelöst. Nach der Oktoberrevolution und der Unabhängigkeitserklärung der Staaten südlich des Kaukasus war die Region zwischen der Republik Armenien und der Republik Aserbaidschan umstritten und umkämpft. Nach Eingliederung beider Staaten in die Sowjetunion fiel das Gebiet an die Aserbaidschanische SSR, in dem es als Bezirk Xocalı zum Autonomen Oblast Bergkarabach gehörte. Nachdem sich in den 1980er Jahren der Bergkarabachkonflikt zwischen den Armeniern und Aserbaidschanern sowie der Aserbaidschanischen SSR verschärft hatten, erklärte Bergkarabach während des Zusammenbruchs der Sowjetunion 1991 die Unabhängigkeit und es kam zu einem offenen Krieg, in dem Armenien Bergkarabach unterstützte. Die Republik Bergkarabach beziehungsweise die armenische Armee konnten sich behaupten und die aserbaidschanische Bevölkerung floh.
Die Provinz Askeran wurde aus dem Bezirk Xocalı gebildet und zwei von diesem Bezirk eingeschlossene Exklaven des Bezirks Şuşa sowie im Krieg besetzte Teiles des Bezirks Ağdam einschließlich der Geisterstadt Ağdam wurden eingegliedert. Aserbaidschan erkannte weder die Unabhängigkeit der Republik Arzach an, noch die Umstrukturierung der Verwaltungseinheiten. Im Krieg um Bergkarabach 2020 wurden einzelne Ortschaften im Süden der Provinz von Aserbaidschan erobert.und danach im Zuge des Waffenstillstandsabkommens das Gebiet des Bezirks Ağdam an Aserbaidschan zurückgegeben. Mit einer Offensive im September 2023 hat Aserbaidschan die Kontrolle über Bergkarabach vollständig zurückgewonnen und die Republik Arzach zur Kapitulation gezwungen. Mit der Auflösung der Strukturen der Republik Arzach endete auch das Bestehen der Provinz Askeran.

## Ortschaften

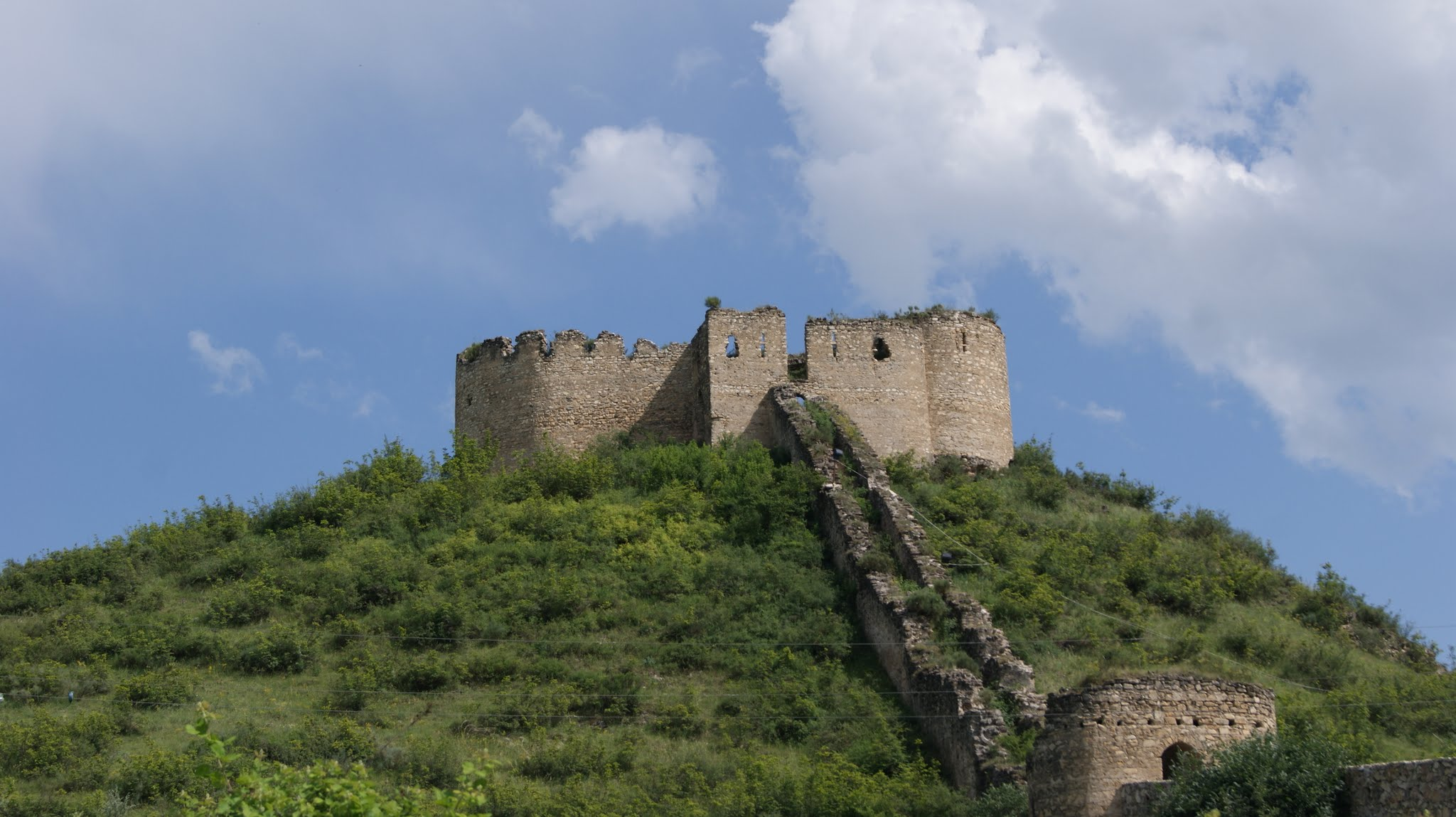
Festung Askeran in der gleichnamigen Stadt

Die Provinz hatte 2005 16.979 Einwohner. Die Bevölkerungsdichte ergibt sich daraus mit 13,9 Personen pro Quadratkilometer. 2015 waren es 18.100 Einwohner, davon 2.3000 in der Stadt und 15.800 auf dem Land, verteilt auf eine Stadt und 41 ländliche Gemeinden. Durch den Verlust der Gebiete im Westen und Süden sowie Flucht in Folge des Krieges sanken die Einwohnerzahlen, ehe 2023 nach Kapitulation der Republik Arzach fast alle Einwohner flohen. Folgende Gemeinden waren Teil der Provinz; die kursiv geschriebenen waren bereits seit November 2020 unter aserbaidschanischer Kontrolle.
| Armenischer Name (zugeh. Ortsteile)          | in armenischer Schrift | Aserbaidschanischer Name | Einwohner nach Zensus 2005 | Koordinaten |
| -------------------------------------------- | ---------------------- | ------------------------ | -------------------------- | ----------- |
| Askeran (Katuk, Akna)                        | Ասկերան                | Əsgəran                  | 1.965                      | Lage        |
| Aknachpjurt                                  | Ակնաղբյուր             | Qarabulaq                | 557                        | Lage        |
| Ajgestan                                     | Այգեստան               | Ballıca                  | 1.071                      | Lage        |
| Astghaschen                                  | Աստղաշեն               | Daşbulaq                 | 520                        | Lage        |
| Awetaranoz                                   | Ավետարանոց             | Çanaqçı                  | 920                        | Lage        |
| Armenakawan                                  | Արմենակավան            | Xaçındərbətli            | 67                         | Lage        |
| Badara/Ptretsik                              | Պատարա/Պտրեցիկ         |                          | 827                        | Lage        |
| Berkadsor                                    | Բերքաձոր               |                          | 149                        | Lage        |
| Dahraw                                       | Դահրավ                 | Dəhrəv                   | 216                        | Lage        |
| Daschuschen                                  | Դաշուշեն               | Daşkənd                  | 119                        | Lage        |
| Iwanjan                                      | Իվանյան                | Xocalı                   | 869                        | Lage        |
| Lusadsor                                     | Լուսաձոր               | Mehdibəyli               | 174                        | Lage        |
| Chanabad                                     | Խնապատ                 | Xanabad                  | 826                        | Lage        |
| Chandsk                                      | Խանձք                  | Xanyeri                  | 213                        | Lage        |
| Chatschen                                    | Խաչեն                  | Seyidbəyli               | 352                        | Lage        |
| Chatschmatsch                                | Խաչմաչ                 | Xaçmaç                   | 202                        | Lage        |
| Chnazach                                     | Խնածախ                 | Xanyurdu                 | 578                        | Lage        |
| Chndsiristan                                 | Խնձրիստան              | Almalı                   | 751                        | Lage        |
| Chramort                                     | Խրամորթ                | Pirlər                   | 403                        | Lage        |
| Zaghkaschat                                  | Ծաղկաշատ               | Qışlaq                   | 202                        | Lage        |
| Karmir Gjugh                                 | Կարմիրգյուղ            | Qızıloba                 | 174                        | Lage        |
| Haraw                                        | Հարավ                  | Harov                    | 289                        | Lage        |
| Hilis                                        | Հիլիս                  | Qarakötük                | 165                        | Lage        |
| Howsepawan                                   | Հովսեփավան             |                          | 119                        | Lage        |
| Madataschen                                  | Մադաթաշեն              | Mədədkənd                | 90                         | Lage        |
| Mchitarischen                                | Մխիթարաշեն             | Muxtar                   | 77                         | Lage        |
| Moschchmhat                                  | Մոշխմհատ               | Baharlı                  | 52                         | Lage        |
| Nachitschewanik                              | Նախիջևանիկ             | Naxçıvanlı               | 211                        | Lage        |
| Noragjugh                                    | Նորագյուղ              | Təzəbinə                 | 1.334                      | Lage        |
| Nerkin Ssnek                                 | Ներքին Սզնեք           | Aşağı Yemişcan           | 126                        | Lage        |
| Schosch                                      | Շոշ                    | Şuşikənd                 | 527                        | Lage        |
| Dschraghazner                                | Ջրաղացներ              | Dəmirçilər               | 116                        | Lage        |
| Rew                                          | Ռև                     | Şəlvə                    | 113                        | Lage        |
| Sarnaghbjur (Dahras)                         | Սառնաղբյուր            | Ağbulaq                  | 113                        | Lage        |
| Sardaraschen                                 | Սարդարաշեն             | Sərdarkənd               | 181                        | Lage        |
| Saruschen                                    | Սարուշեն               | Dağyurd                  | 380                        | Lage        |
| Sghchnach                                    | Սղնախ                  | Sığnaq                   | 225                        | Lage        |
| Wardadsor (Aransamin/Warasabun)              | Վարդաձոր               | Pircamal                 | 248                        | Lage        |
| Werin Snek                                   | Վերին Սզնեք            | Yuxarı Yemişcan          | 29                         | Lage        |
| Uchtassar                                    | Ուղտասար               | Şelli                    | 129                        | Lage        |
| Paruch                                       | Փառուխ                 | Farux                    | 42                         | Lage        |
| Krasni                                       | Կռասնի                 | Dağdağan                 | 213                        | Lage        |
| Sonstige:                                    | Sonstige:              | Sonstige:                | 447                        |             |
| Dschamilli                                   | Ջամիլլի                | Cəmilli                  |                            | Lage        |
| Kjatuk                                       | Քյաթուկ                | Ağgədik                  |                            | Lage        |
| Urachatsch                                   | ՈՒրախաչ                | Ulubaba                  |                            | Lage        |
| Karte mit allen Koordinaten : OSM \| WikiMap |                        |                          |                            |             |